# Мансфельд, Рудольф
Рудольф Мансфельд (нем. Rudolf Mansfeld, 17 января 1901 — 1960) — немецкий ботаник.          

## Биография
Рудольф Мансфельд родился 17 января 1901 года.
Мансфельд получил образование в Берлине и более двадцати лет работал в Ботаническом саду Берлина. Там он разработал принципы классификации культурных растений и стал известен как эксперт в области тропических семейств растений, особенно семейства Орхидные и семейства Молочайные. Мансфельд внёс значительный вклад в ботанику, описав множество видов растений.
Рудольф Мансфельд умер в 1960 году.

## Научная деятельность
Рудольф Мансфельд специализировался на семенных растениях.

## Некоторые публикации
- Mansfeld, R. 1934. Kegeliella kupperi, En: Repertorium Speciarum Novarum Regni Veg. 36: 60.
- Mansfeld, R. 1937. Uber das System der Orchidaceae-Monandrae. Notizblatt des Koniglichen Bot. Gartens & Museums zu Berlin-Dahlem 13: 666—676.
- Mansfeld, R. 1938/1939. Zur Nomenklatur der Farn- und Blütenpflanzen Deutsch-lands I-XII. — Feddes Repert. 44—52.
- Mansfeld, R. 1949. Die Technik der wissenschaftlichen Pflanzenbenennung. Aka-demie-Verlag, Berlin, 116 pp.
- Mansfeld, R. 1950. Das morphologische System der Saatgerste, Hordeum vulgareL. s.l. Züchter 20, 8—24.
- Mansfeld, R. 1954. Die Obst liefernden Blasenkirschen (Physalis). En: Der Züchter. Band 24, Heft I. Springer Berlin / Heidelberg. pp. 1–4, ISSN 0040-5752.
- Mansfeld R. 1955. Über die Verteilung der Merkmale innerhalb der Orchidaceae-Monandrae. Flora 142: 65—80.